# Marek-Krankheit

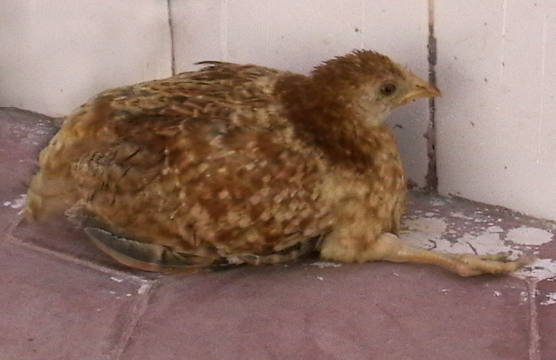
Huhn mit Lähmungen infolge einer Marek-Krankheit

Die Marek-Krankheit (auch Mareksche Krankheit, Geflügellähmung, Polyneuritis interstitialis chronica gallinarum, Neurogranulomatosis infectiosa gallinarum oder Neuroencephalitis enzootica gallinarum) ist eine nach Josef Marek (1868–1952) benannte Viruserkrankung der Hühner, seltener anderer Hühnervögel. Sie geht mit einer Vermehrung der T-Lymphozyten (lymphoproliferativ) in Nerven, Eingeweiden, Keimdrüsen, Regenbogenhaut, Muskulatur und Haut einher. Die Marek-Krankheit ist in Deutschland eine nach Tiergesundheitsgesetz meldepflichtige Tierkrankheit.

## Erreger
Der Erreger der Marek-Krankheit ist das Marek-Virus aus der Virusspezies Hühner-Herpesvirus 2 (wissenschaftlich Mardivirus gallidalpha2, englisch Gallid alphaherpesvirus 2, GaHV-2) aus der Gattung Mardivirus (Akronym für veraltet Marek's disease-like viruses), Unterfamilie Alphaherpesvirinae der Familie Orthoherpesviridae (früher Herpesviridae). Von der Spezies existieren verschiedene Stämmen vor, die sich in ihrer Virulenz unterscheiden.
Sie ist mit dem Putenherpesvirus (wiss. Meleagrid alphaherpesvirus 1, gleiche Gattung) verwandt, aber nicht identisch.
Eine Erkrankung mit vergleichbaren Symptomen kann auch durch das nahe verwandte Marek's disease virus Serotyp 2 (MDV2) ausgelöst werden, das zur Spezies Hühner-Herpesvirus 3 (englisch Gallid alphaherpesvirus 3, GaHV-3, ebenfalls in der Gattung Mardivirus) gehört.

## Krankheitsentstehung und -ausbreitung
Die Erkrankung manifestiert sich vor allem bei Jungtieren, ab der 13. Lebenswoche sinkt die Morbidität deutlich ab. Alttiere (nach der ersten Legeperiode) können ohne klinische Symptome bleiben.
Die Infektion erfolgt über die Luftwege (aerogen), sowohl durch Einatmung virusbelasteten Materials sowie durch belebte Vektoren wie Vogelmilben, Flöhe und Zecken. Auch unbelebte Vektoren wie Hautabschilferungen, Federn, Futtermittel, Staub und Gebrauchsgegenstände spielen bei der Verbreitung eine Rolle.
Infizierte Tiere scheiden das Virus ab einer Woche nach der Infektion über ausfallende Federn, den Kot und Speichel lebenslang aus. Innerhalb eines Bestandes verbreitet sich das Virus innerhalb weniger Wochen auf alle Tiere.

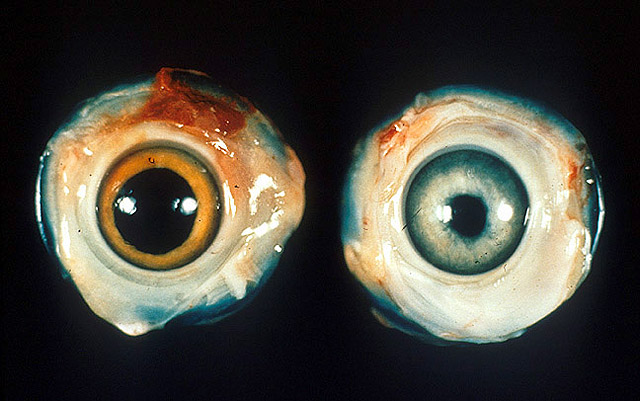
Lymphozyteninfiltration der Iris bei Marek-Krankheit, links ein normales Auge

Nach der Primärbesiedlung in der Lunge kommt es zu einer Ausschwemmung in das Blut (Virämie) und zur Besiedlung der lymphatischen Organe (Thymus, Milz und Bursa Fabricii). In der Bursa Fabricii kommt es zu einem Schwund der Lymphfollikel, im Thymus zu einem Schwund der Rinde (Cortex). Im weiteren Verlauf werden etwa 10 Tage nach der Infektion über eine zellassoziierte zweite Viräme die Federfollikel, Nerven, Regenbogenhaut (Iris) und Eingeweide besiedelt und es kommt zur Bildung von knotigen T-Lymphozyten-Ansammlungen (Lymphomatose). Das Ausmaß der Erkrankung wird auch vom Immunstatus und vorangegangenen Infektionen bestimmt. Hatte das Tier vorher Kontakt zu schwach-virulenten Stämmen, unterbleibt zumeist die Bildung der Lymphome.

## Klinisches Bild
Die Inkubationszeit beträgt 20 bis 160 Tage. Die Marek-Krankheit ist in ihrem Bild sehr variabel.
Bei der klassischen Form dominiert die Besiedlung der Nerven und es kommt zu Lähmungen bei 12 bis 16 Wochen alten Tieren. Sie tritt sporadisch auf und die Mortalität liegt unter 10 %.
Die akute Form tritt seuchenhaft bei Küken bis zur 8. Lebenswoche auf und führt zu Todesfällen vor allem bei 18–22 Wochen alten Tieren. Es kann auch noch zu späten Todesfällen zu Beginn der ersten Legeperiode kommen. Die Mortalitätsrate beträgt bis zu 50 %. Die akute Form zeigt sich in Brustblasen, Hauterhebungen, die zu einer rauen Haut führen, sowie Lymphomen in den Eingeweiden. Die Tiere magern ab und verenden, weil in den inneren Organen wie Leber, Milz oder Lunge krebsartige Zellwucherungen entstanden sind.

## Bekämpfung
Eine Therapie ist nicht möglich, weshalb sich die Bekämpfung auf die Vorbeugung konzentriert. Sie erfolgt durch veterinärhygienische Maßnahmen. Eine Schutzimpfung, die üblicherweise am ersten Lebenstag erfolgt, ist möglich, wird aber nur bei Zuchttieren und Legehennen durchgeführt. Diese schützt jedoch nur vor dem Ausbruch der Symptome und nicht vor der Infektion. Der Impfstoff ist nur in Dosen ab tausend Tiere verfügbar und muss innerhalb kurzer Zeit eingesetzt werden, weshalb sich ein Zusammenschluss und eine gemeinsame Impfaktion von verschiedenen Hobbyzüchtern empfiehlt. Mit züchterischen Maßnahmen auf die Widerstandskraft der Hühner zu setzen, ist ebenfalls möglich. Es dauert allerdings Jahre, bis der Befall in einer Zucht reduziert wird.
In Deutschland zählt die Mareksche-Krankheit zu den meldepflichtigen Tierkrankheiten. In Österreich und der Schweiz besteht keine Anzeigepflicht.